# Eufranor z Koryntu

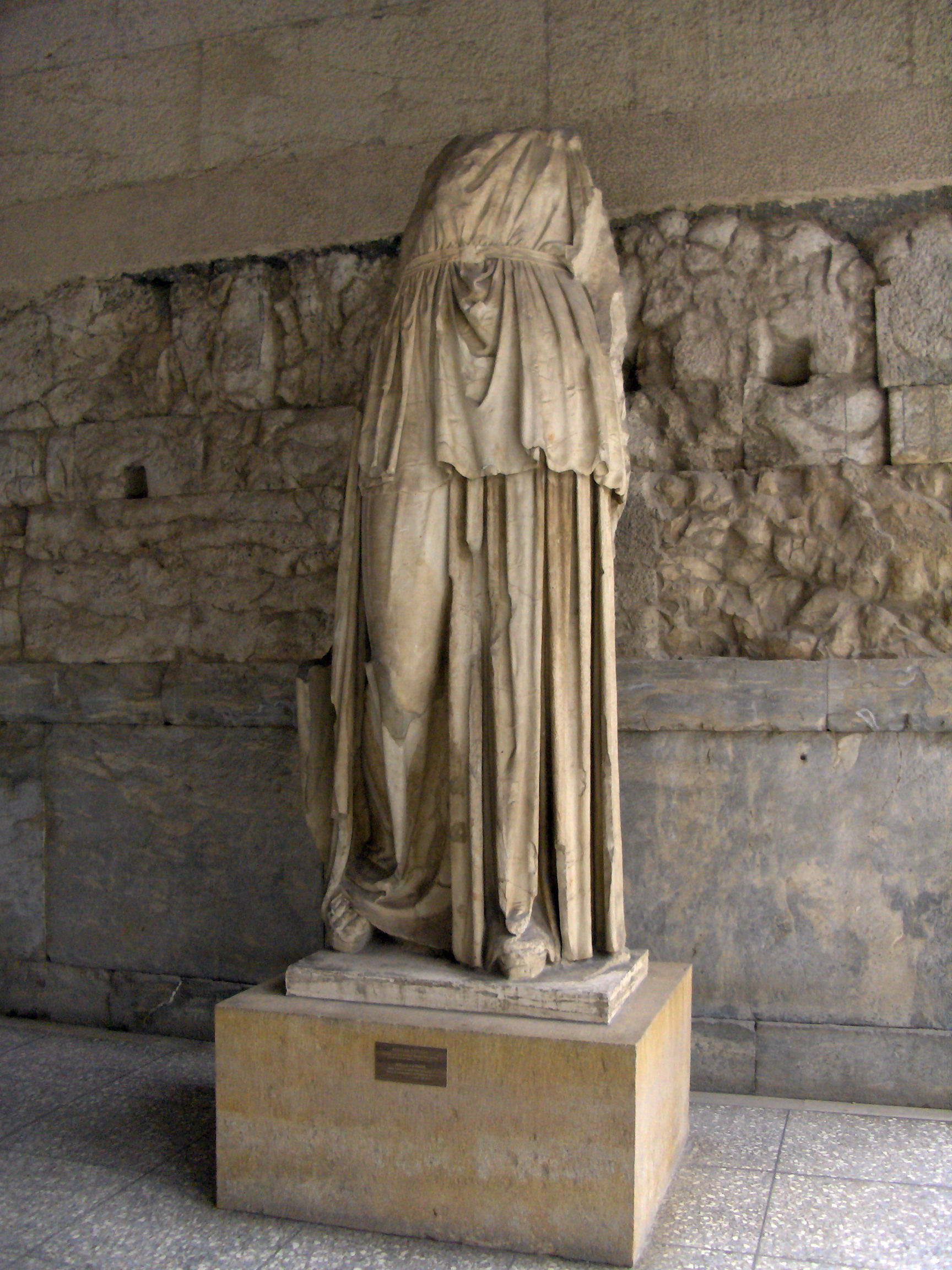
Statua Apollina Patroosa dłuta Eufranora, Muzeum Agory w Atenach

Eufranor z Koryntu (IV wiek p.n.e.) – grecki malarz, rzeźbiarz i teoretyk sztuki działający około 370-330 p.n.e.
Był uczniem Arystydesa Starszego i autorem niezachowanego traktatu o kolorystyce i proporcjach. Działał głównie w Atenach.
Rzeźbił w marmurze i brązie. Jego dzieła osiągały niekiedy kolosalne rozmiary. W swych rzeźbach, podobnie jak w obrazach, podejmował tematy mitologiczne, alegoryczne i historyczne. Namalował m.in. Udany szał Odyseusza dla Efezu, Apoteozę Tezeusza z personifikacjami Demosu i Demokracji oraz Bitwę pod Mantineą (po 362 p.n.e.) dla Aten (obraz ten zdobił portyk Zeusa Eleuteriosa na ateńskiej agorze). W brązie wykonał m.in. sławny posąg Parysa, kolosalną alegorię Dzielności i Hellady (w postaci pełnej wdzięku kobiety) oraz Aleksandra Wielkiego z Filipem na kwadrydze (po 338 p.n.e.).
Jedynym zachowanym oryginałem Eufranora jest zapewne marmurowa statua Apollina Patroosa, odkryta na agorze ateńskiej.